# Mark Wessel
Mark Wessel (* 26. März 1894 in Coldwater/Michigan; † 9. Mai 1973 in Orchard Lake) war ein US-amerikanischer Komponist, Pianist und Musikpädagoge.
Wessel studierte bis 1920 an der Musikschule der Northwestern University. 1922–23 setzte er in Wien seine Ausbildung bei Arnold Schoenberg fort. 1930 und 1932 erhielt er je ein Guggenheim-Stipendium, außerdem 1930–31 ein Pulitzer Travelling Scholarship für Musik. Von 1919 bis 1928 unterrichtete er Musiktheorie und Klavier an der Northwestern University, danach an der University of Colorado.
Zu seinen bedeutenden Kompositionen werden das Scherzo-Burlesque für Klavier und Orchester (uraufgeführt vom Rochester Little Symphony Orchestra unter Howard Hanson, 1926), das Concertino for Flute (uraufgeführt in Chicago mit seinem Schüler David Van Vector als Solist, 1928) und die Symphony-Concertante für Horn, Klavier und Orchester  (uraufgeführt vom Rochester Philharmonic Orchestra unter Howard Hanson und im Rundfunk unter Walter Damrosch, 1930) gezählt. Beim Kompositionswettbewerb der Philharmonic-Symphony Society of New York 1938, deren Preisträger sein Schüler Van Vector war, erhielt er für das Chor-Orchester-Werk The King of Babylon eine lobende Erwähnung.